# 六戸町民バス

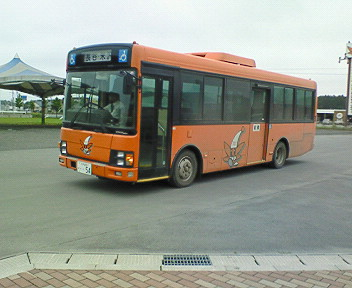
六戸町民バス車両（メイプルふれあいセンターにて）

六戸町民バス（ろくのへちょうみんバス）は青森県上北郡六戸町が運行する自治体バスである。
運行業務は民間委託されており、2019年度は有限会社小原タクシーに委託している。

## 運行概要
2018年4月1日現在
運転日
日曜日、祝日、年末年始（12月29日 - 1月3日）は全便運休。土曜日は一部の便のみ運行。また、小学校の春・夏・冬休み期間も一部運休あり。
運賃（使用料）
町民バスでは運賃のことを「使用料」と呼んでいる。
- 大人100円、子供50円
- 大人回数券（11枚綴り）1,000円、子供回数券（22枚綴り）1,000円
- 十和田観光電鉄の鉄道代替線・八戸線などの六戸町内区間も、事前に回数券(民営バス乗車利用券)を購入することで町民バスと同額での利用が可能（役場ホームページでは「民営路線バス」と表記している）。

## 路線
2018年4月1日現在
町民バス中央待合所（旧：六戸消防署跡、以下、中央待合所と記述する） - 十和田観光電鉄バス「六戸中央」バス停が近隣。

### 金矢・岡沼線
- 中央待合所 - （診療所 - 舘野公園前） - 役場 - 道の駅ろくのへ - 七百中央 - 古里中央 - 古里 - 岡沼東 - 金矢公民館

火曜・金曜は舘野公園前を経由せず、老人福祉センターに停車する。冬期間は運行時間が変更になる時間帯あり。

### 鶴喰・小平線
- 中央待合所→舘野公園前→役場→道の駅ろくのへ→（診療所）→中央待合所→上吉田→第2分団屯所前→小平→鶴喰→第2分団屯所前→上吉田→中央待合所→診療所→道の駅ろくのへ→役場→舘野公園前→中央待合所

火曜・金曜は舘野公園前を経由せず、老人福祉センターに停車する。冬期間は運行時間が変更になる時間帯あり。

### 長谷・米沢線
- 中央待合所→舘野公園前→役場→道の駅ろくのへ→（診療所）→中央待合所→上吉田→長谷西→長谷中央→米沢→赤石中央→赤田→上吉田→中央待合所→診療所→道の駅ろくのへ→役場→舘野公園前→役場→中央待合所

火曜・金曜は舘野公園前を経由せず、老人福祉センターに停車する。冬期間は運行時間が変更になる時間帯あり。

### 折茂線
- 中央待合所→舘野公園前→役場→道の駅ろくのへ→（診療所）→中央待合所→高屋敷→川原新田→折茂西→折茂→折茂新田→川原新田→高屋敷→中央待合所→診療所→道の駅ろくのへ→役場→舘野公園前→中央待合所

火曜・金曜は舘野公園前を経由せず、老人福祉センターに停車する。冬期間は運行時間が変更になる時間帯あり。

### 高森・根古橋線
- 中央待合所→診療所→道の駅ろくのへ→役場→舘野公園前→六戸高校→たての台団地北→通目木→大曲北→たての台団地入口→高森(二)→たての台団地入口→大曲北→通目木→たての台団地北→六戸高校→舘野公園前→役場→道の駅ろくのへ→診療所→中央待合所

火曜・金曜は舘野公園前を経由せず、老人福祉センターに停車する。冬期間は運行時間が変更になる時間帯あり。

### 小松ヶ丘線
- 中央待合所→診療所→道の駅ろくのへ→役場→舘野公園前→六戸高校→たての台団地入口→大曲中央→小松ヶ丘一丁目→小松ヶ丘入口→大曲中央→たての台団地入口→六戸高校→舘野公園前→役場→道の駅ろくのへ→診療所→中央待合所

火曜・金曜は舘野公園前を経由せず、老人福祉センターに停車する。

### 三沢駅乗り入れ
- 中央待合所 - 役場 - 六戸高校 - 通目木西 - たての台団地入口 - 畑作園芸試験場前 - 小松ヶ丘三丁目 - 小松ヶ丘地域交流館 - 小松ヶ丘入口 - 三沢駅前(三沢駅西口)

### 六戸高校通学路線
- 六戸高校→中央待合所
- 六戸高校→たての台団地入口

土日祝及び小学校の春・夏・冬休み期間は運休。

## 沿革
- 2001年4月2日 - 運行開始。

- 2015年1月5日 - 三沢駅乗り入れ便が新設。それに伴いダイヤ一部変更。
- 2018年4月1日 - 一部のバス停名称変更（町民バスセンター→中央待合所、町立病院→診療所　など）や、ダイヤ改正など。
- 2021年頃-一部車両の行き先表示機が幕式からLED電光掲示板となる。

## リンク
- 町民バス時刻表 - 六戸町公式サイト